# Échannay
Échannay é uma comuna francesa na região administrativa da Borgonha-Franco-Condado, no departamento de Côte-d'Or. Estende-se por uma área de 7,36 km². Em 2010 a comuna tinha 133 habitantes (densidade: 18,1 hab./km²).